# 松井潤子
松井 潤子（まつい じゅんこ、1906年（明治39年）12月7日 - 1989年（平成元年）8月1日）は、日本の女優。本名、水原 潤子（みずはら じゅんこ、旧姓：蔵数）。初期の芸名は「松井 きよみ」、「松井 清美」。
姉は女優の松井千枝子。夫はプロ野球選手、監督の水原茂。

## 来歴・人物
1906年（明治39年）、東京市浅草区諏訪町（現、台東区駒形）に生まれる。
1924年（大正13年）、第一高等女学校卒業を前にして、病気の姉の代役で舞台協会の『その妹』に出演。卒業後「松井きよみ」として芸術座の舞台に立った後、国際活映に「松井清美」の芸名で入社するが間もなく解散したため姉の千枝子と共に松竹蒲田撮影所に入社、芸名を「松井潤子」に変更した。松竹での初出演作は『大地は微笑む』。
1926年（大正15年）、4社競作の『悲恋心中ヶ丘』のヒロインに抜擢される。1927年（昭和2年）7月に準幹部女優に昇進。この年、千枝子が脚本、主演した『哀愁の湖』に、千枝子演じる星野小春の同級生役で共演している。役柄は現代劇のモダンガールが多かった。
1929年（昭和4年）、姉の千枝子が29歳の若さで他界した。その後1931年（昭和6年）から脇役に回る。
1934年（昭和9年）3月17日に賭け麻雀を行ったとして飯田蝶子らと共に検挙されている。
1935年（昭和10年）慶応大学野球部のスター選手だった水原茂と結婚。1940年に引退、家庭に入った。その後は水原を陰から支えた。
水原が1982年（昭和57年）に没してから7年後の1989年（平成元年）8月1日に心不全のため亡くなった。82歳没。

## 出演
- 大地は微笑む 1925年
- 花井お梅 1926年 監督吉野二郎
- 悲恋心中ヶ丘 1926年 監督斎藤寅次郎
- やきもち 1927年 監督大久保忠素

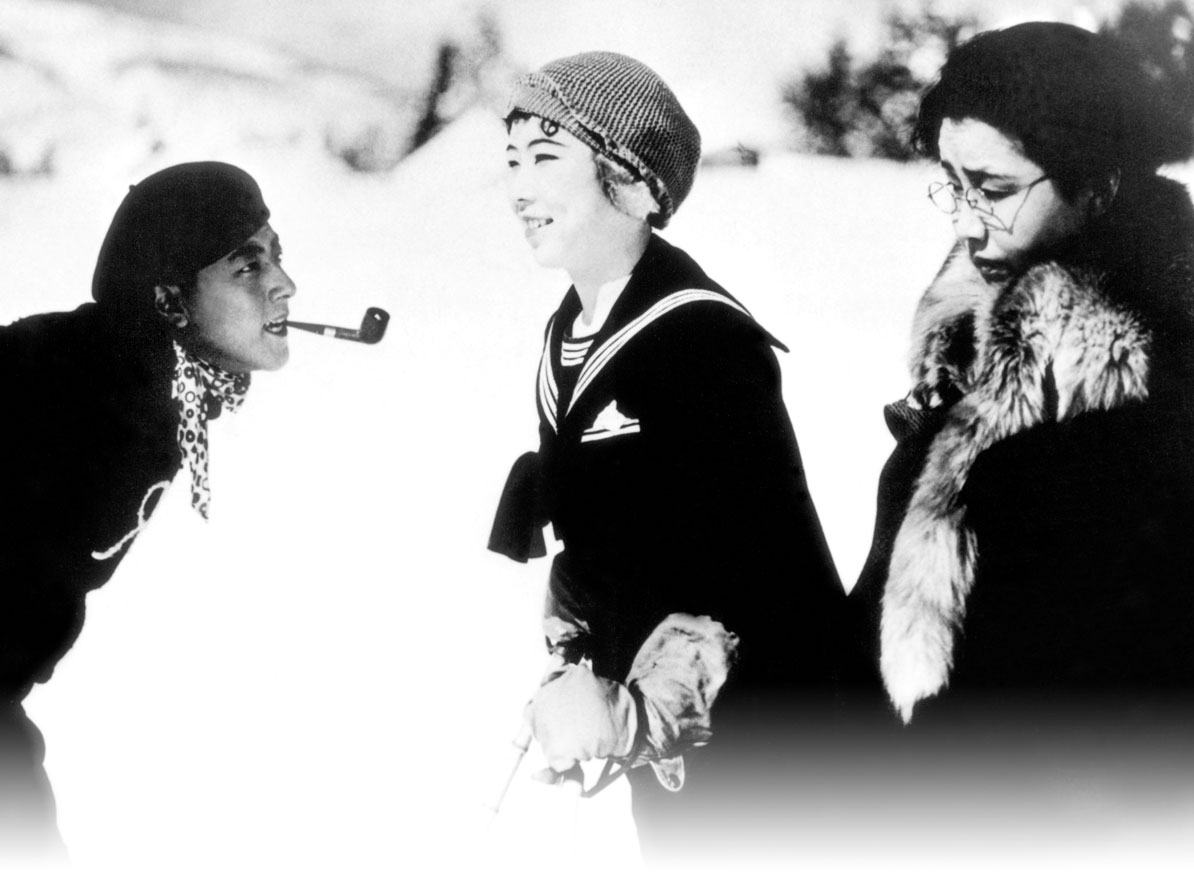
『学生ロマンス 若き日』（1929年）のスチル（中）。左は結城一朗、右は飯田蝶子。

- 村の医者とモダンガール 1927年 監督大久保忠素
- 濡衣 1927年 監督蔦見丈夫
- 哀愁の湖 1927年 監督佐々木恒次郎
- 若人の夢 1928年 監督小津安二郎
- 女房紛失 1928年 監督小津安二郎
- 三日目の女 1928年 監督大久保忠素
- 壱00、000、000円 1929年 監督斎藤寅次郎
- 学生ロマンス 若き日 1929年 監督小津安二郎
- 東京の魔術 1929年 監督清水宏
- 微笑む人生 1930年 監督五所平之助
- 女よ!君の名を汚すなかれ 1930年 監督五所平之助
- 肉体の暴風 1931年 監督重宗務
- 母を恋はずや 1934年 監督小津安二郎
- 春よ心あらば 1935年 監督池田義信
- 家族会議 1936年 監督島津保次郎
- 母と子 1938年 監督渋谷実
- 南風 1939年 監督渋谷実